# Вернон та Ірен Касл

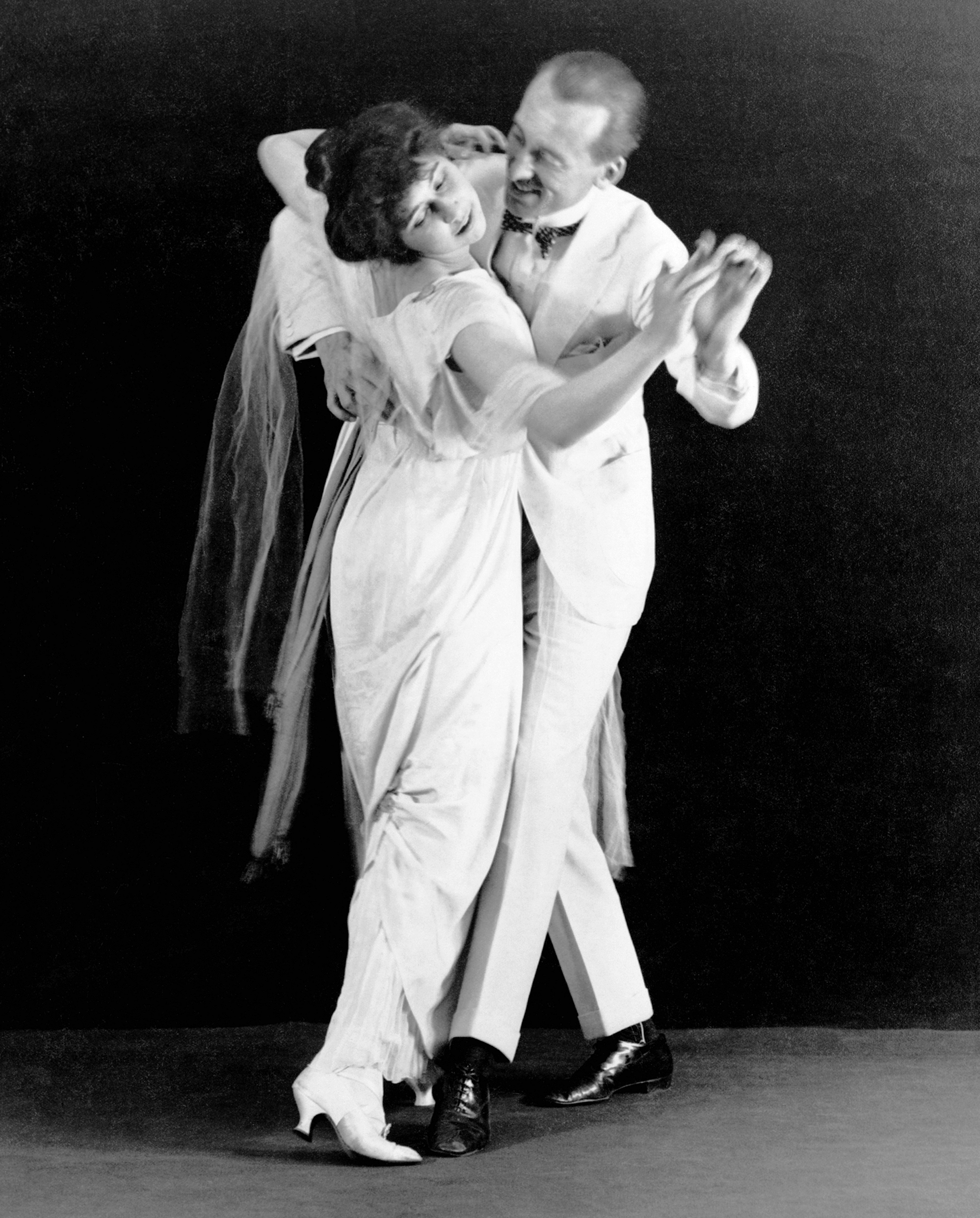
Вернон та Ірен Касл

Вернон та Ірен Касл — танцюристи, що виступали зокрема у стилі аргентинського танґо. На початку 20-го століття були однією з найвпливовіших пар танцюристів, що спопуляризували сучасний танець у США. Популярність пари стала причиною поширення моди на коротку жіночу зачіску у США, починаючи з 1913 року (таку зачіску носила Ірен).
Вернон Касл (англ. Vernon Castle, 2 травня 1887 — 15 лютого 1918), ім'я при народженні — Вільям Вернон Бліс (англ. William Vernon Blyth), народився в Норвічі (Норфолк, Англія).
Ірен Касл (англ. Irene Castle, 17 квітня 1893 — 25 січня 1969), ім'я при народженні Ірен Фут (англ. Irene Foote), народилася в Нью-Рошеллі (штат Нью-Йорк).